# Blaze (MAN WITH A MISSIONの曲)
『Blaze』（ブレイズ）は、MAN WITH A MISSIONの楽曲。2022年5月25日にSony Music Records（Sony Music Labels）から7枚目のフル・アルバム『Break and Cross the Walls II』の収録曲として発売された。アルバムの発売に先駆け、同年5月18日に先行配信された。

## 概要
- 本曲は、MBS/TOKYO MX/BS11テレビアニメ『機動戦士ガンダム 鉄血のオルフェンズ 特別編』のオープニングテーマである[2][3][4]。
  - 同アニメシリーズとしては、2015年のMBS/TBS系テレビアニメ『機動戦士ガンダム 鉄血のオルフェンズ』第1期の第1クールのオープニングテーマ「Raise your flag」を担当している[7]事から、今回のタイアップが決まった[3][4]。
- 2022年5月18日、アルバムの発売に先駆け、各配信サイトにて先行配信された[6]。
- 2022年5月23日、同アニメとコラボしたミュージック・ビデオが公開された[8]。
  - 同MVは、アニメ本編のシーンを使用した映像となっている[8]。
- 同年5月25日、自身の7thアルバム『Break and Cross the Walls II』の収録曲として発売された[5]。
  - 同アルバムの期間生産限定盤は、同アニメの描き下ろしアニメイラストがデザインされた三方背ケース仕様となっている[9]。

## チャート成績
- Billboard JAPAN
  - 2022年5月25日公開の「Billboard Japan Download Songs」で週間27位を獲得した[1]。

## クレジット

### 作詞・作曲・編曲
- 作詞・作曲：Jean-Ken Johnny
- 編曲：MAN WITH A MISSION

## タイアップ
- MBS/TOKYO MX/BS11テレビアニメ『機動戦士ガンダム 鉄血のオルフェンズ 特別編』オープニングテーマ[2][3][4]

## 収録作品

### アルバム
- 7thアルバム『Break and Cross the Walls II』